# Carrie Ann Inaba
Carrie Ann Inaba est une actrice, danseuse et chorégraphe américaine née le 5 janvier 1968 à Honolulu, Hawaï.
Elle accompagna Madonna comme danseuse, lors de sa tournée Girlie Show World Tour, en 1993,.
Enfant, elle avait des tics physiques dus au syndrome de Gilles de La Tourette.

## Filmographie
- 1990 : In Living Color (série TV) : Fly Girl (de 1990 à 1992)
- 1995 : Monster Mash : Danseuse
- 1995 : Le Maître des illusions (Lord of Illusions) : Danseuse
- 1995 : Showgirls : Goddess Dancer
- 1999 : Austin Powers 2 : L'Espion qui m'a tirée (Austin Powers: The Spy Who Shagged Me) : Danseuse
- 2000 : American Virgin : Hiromi
- 2000 : Boys and Girls de Robert Iscove : Danseuse
- 2002 : Austin Powers dans Goldmember (Austin Powers 3 : Goldmember) : Fook Yu
- Depuis 2005 : Dancing with the Stars : juge